# 瓦尔拉奇拉
瓦尔拉奇拉（Vallachira），是印度喀拉拉邦Thrissur县的一个城镇。总人口13443（2001年）。

## 人口
该地2001年总人口13443人，其中男性6542人，女性6901人；0—6岁人口1458人，其中男737人，女721人；识字率83.01%，其中男性为85.46%，女性为80.68%。